# Abstinencia sexual

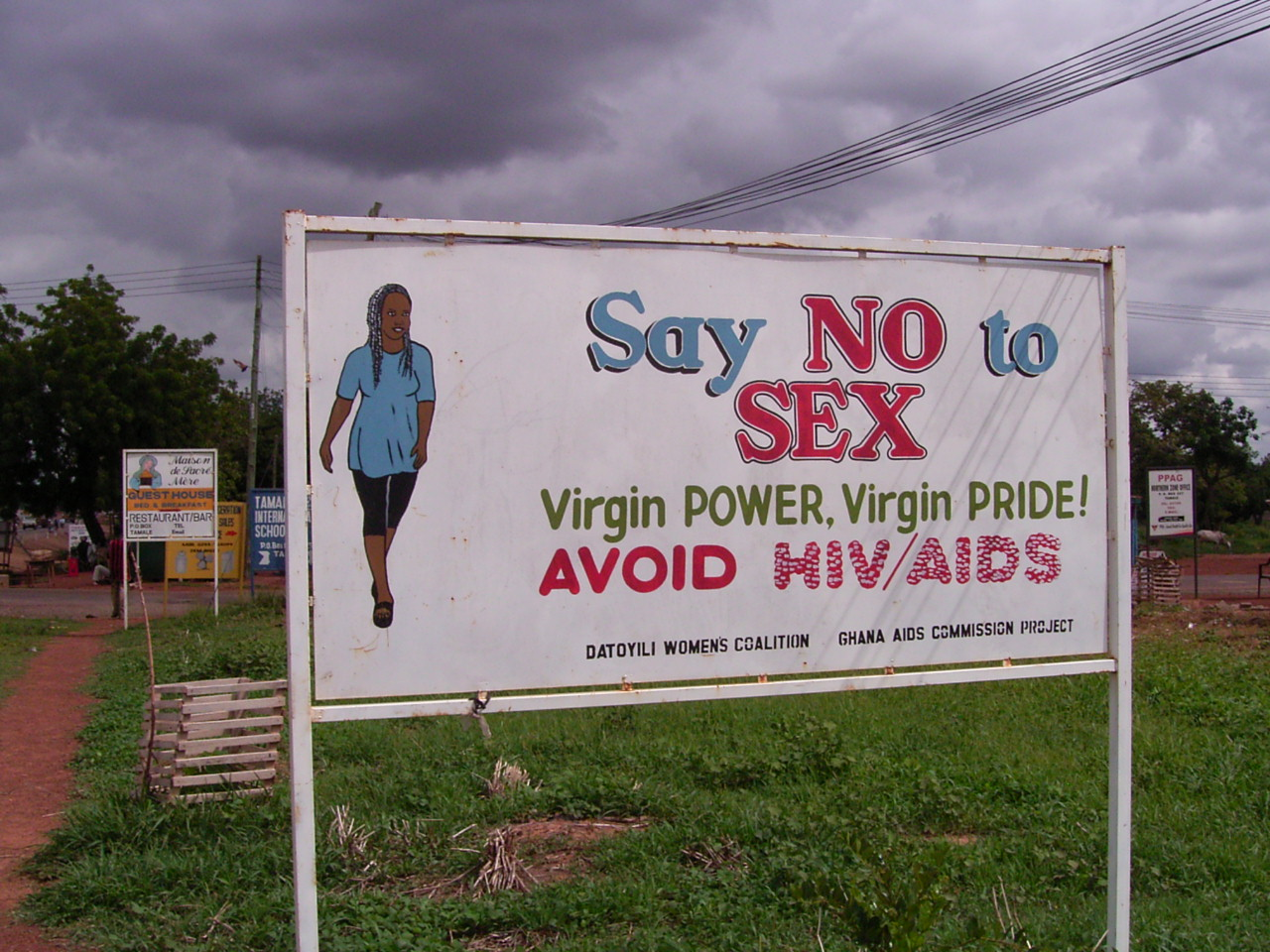
Promoción de la abstinencia sexual como método de control del VIH/SIDA. Ghana

La abstinencia o continencia sexual es la práctica de abstenerse de algunos o todos los aspectos de la actividad sexual por razones médicas, psicológicas, legales, sociales, financieras, filosóficas, morales o religiosas. La asexualidad es distinta de la abstinencia sexual; y el celibato es la abstinencia sexual generalmente motivada por factores tales como las creencias personales o religiosas de un individuo. La abstinencia sexual antes del matrimonio es requerida en algunas sociedades por las normas sociales, o, en algunos países, incluso por leyes, y se considera parte de la castidad.
La abstinencia puede ser voluntaria (cuando una persona elige no participar en actividades sexuales por razones morales, religiosas, filosóficas, etc.), un resultado involuntario de circunstancias sociales (cuando no se puede encontrar ninguna pareja sexual dispuesta), o por mandato legal (por ej. en países donde la actividad sexual fuera del matrimonio es ilegal, en cárceles, etc.).

## Historia

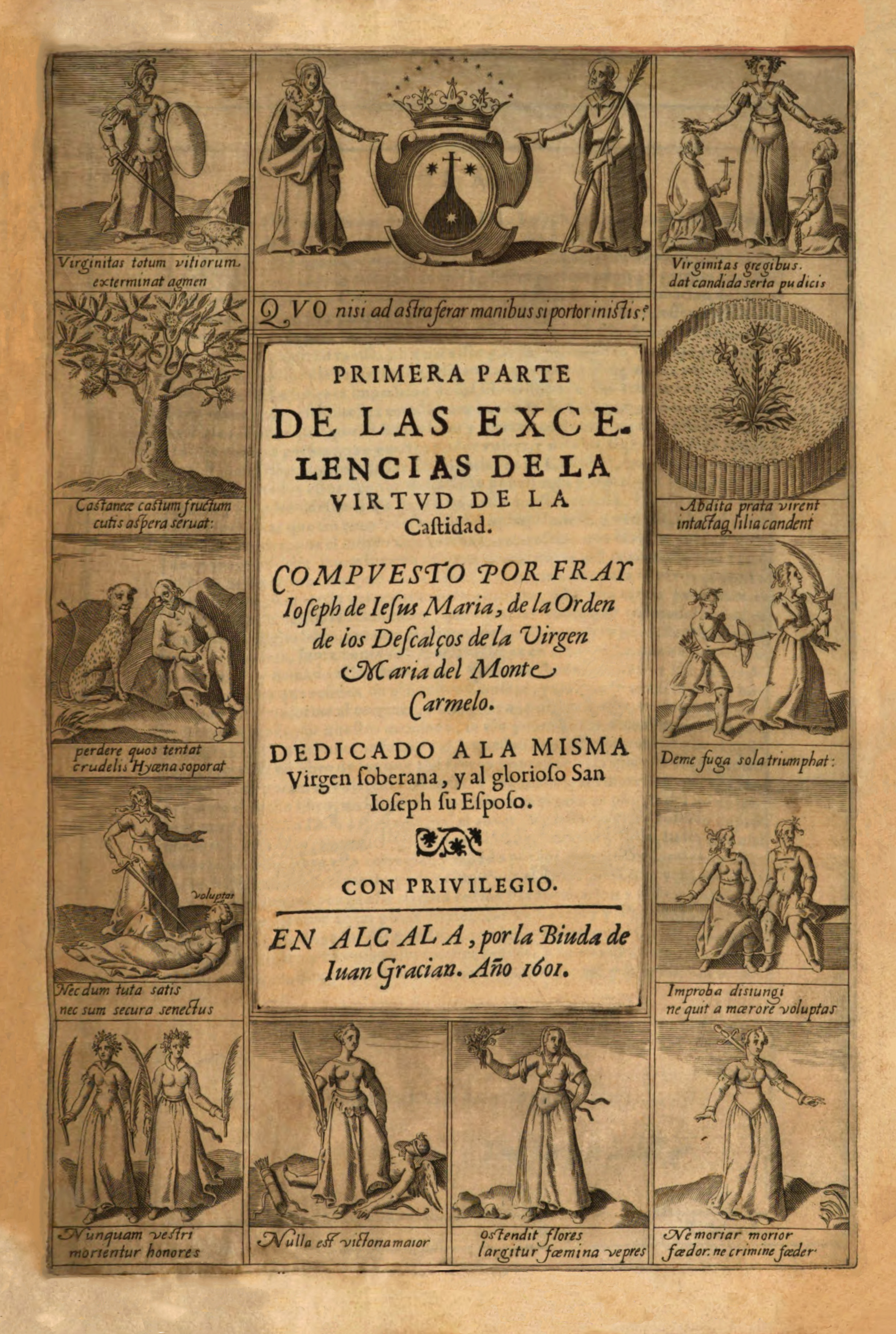
"De las excelencias de la virtud de la Castidad" (José de Jesús María, 1601).

El mundo antiguo desalentó la promiscuidad tanto por razones sanitarias como sociales. Según Pitágoras (siglo VI a. C.), el sexo debería practicarse en invierno, pero no en verano, pero era dañino para la salud masculina en cada estación porque la pérdida de semen era peligrosa, difícil de controlar además de física y espiritualmente agotadora, pero esto no tenía efecto sobre las mujeres. Esta idea pudo haberse fusionado con las ideas zoroástricas del bien y el mal en una filosofía conocida como gnosticismo, que influenció las actitudes cristianas e islámicas sobre actividad sexual. Otros afirmaron que la religión cristiana se aferra al ideal de abstinencia sexual antes de la aparición del gnosticismo y el zoroastrismo y su raíz se encuentran en el Antiguo Testamento (que es la base del Nuevo Testamento) en el que la ley exigía la virginidad y el matrimonio estaba especialmente protegido (Deuteronomio).

#### Castidad
En la mayoría de los contextos culturales, éticos y religiosos, el sexo dentro del matrimonio no se considera contrario a las nociones de castidad. Algunos sistemas religiosos prohíben las actividades sexuales entre una persona y cualquier persona que no sea el cónyuge de esa persona, como lo han hecho en el pasado los sistemas legales y las normas sociales. En tales contextos, la abstinencia sexual fue prescrita para individuos solteros con el propósito de la castidad. La castidad se ha utilizado como sinónimo de abstinencia sexual, son similares pero con diferentes comportamientos y restricciones.

## Situación en el mundo

#### Ilegalidad del sexo fuera del matrimonio
En algunos países, cualquier actividad sexual fuera del matrimonio es ilegal. Dichas leyes están mayormente ligadas a la religión y las tradiciones legales y políticas dentro de la jurisdicción particular. Las leyes difieren mucho de un país a otro. En algunos países musulmanes, como Arabia Saudita, Pakistán, Afganistán, Irán, Kuwait, Maldivas, Marruecos, Mauritania, Emiratos Árabes Unidos, Catar, Yemen y Sudán  cualquier forma de actividad sexual fuera del matrimonio es ilegal.

#### Violencia
En algunas partes del mundo existen los llamados crímenes de honor y la lapidación. Hombres, mujeres, niños o niñas sospechosos de tener sexo prematrimonial o sexo homosexual pueden ser víctimas de asesinatos por honor cometidos por sus familias o por la comunidad. La lapidación para la actividad sexual fuera del matrimonio también es un castigo en ciertas partes del mundo.

#### Estados Unidos
La educación sexual solo por abstinencia es una forma de educación sexual que enseña la abstinencia del sexo y, a menudo, excluye muchos otros tipos de educación sobre la salud sexual y reproductiva, en particular con respecto al control de la natalidad y el sexo seguro. Organizaciones como SIECUS han llamado a los programas de abstinencia solamente "basados en el miedo" y "diseñados para controlar el comportamiento sexual de los jóvenes al infundir miedo, vergüenza y culpa". Una revisión de trece programas de abstinencia sexual de EE. UU. que involucraron a más de 15.000 personas hecho por la Universidad de Oxford descubrió que no detienen el comportamiento sexual arriesgado ni ayudan a prevenir el embarazo no deseado. En 2009, la administración de Barack Obama retiró la mayoría de los fondos de la educación de abstinencia sexual, y en su lugar usó el dinero para financiar la Oficina de Salud Adolescente, diseñada para prevenir el embarazo adolescente a través de programas basados en evidencia.